# 稲荷神社 (八潮市緑町)
稲荷神社（いなりじんじゃ）は、埼玉県八潮市の神社。

## 歴史
創建年代は不明である。ただ当地の旧家は甲斐武田氏の元家臣出身で、主家滅亡後に当地に定着したと伝えられていることから、その頃に創建されたものと推測される。近くの花蔵院が別当寺である。
1871年（明治4年）、近代社格制度に基づく「村社」に列せられた。

## 交通アクセス
- 路線バス緑町三丁目停留所より徒歩2分。